# Hoserowie

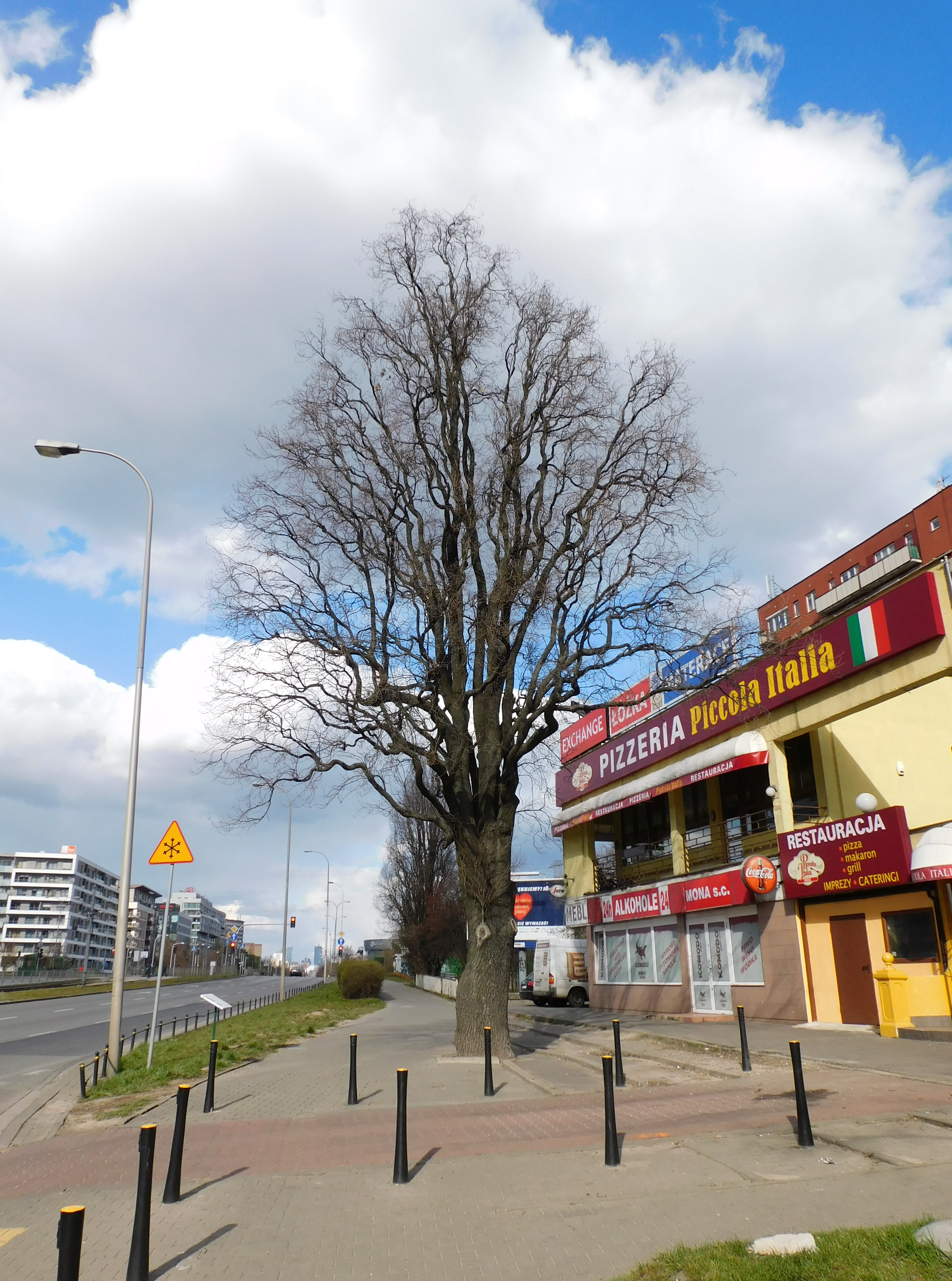
Dąb piramidalny posadzony przez Wincentego Hosera na Rakowcu w 1930

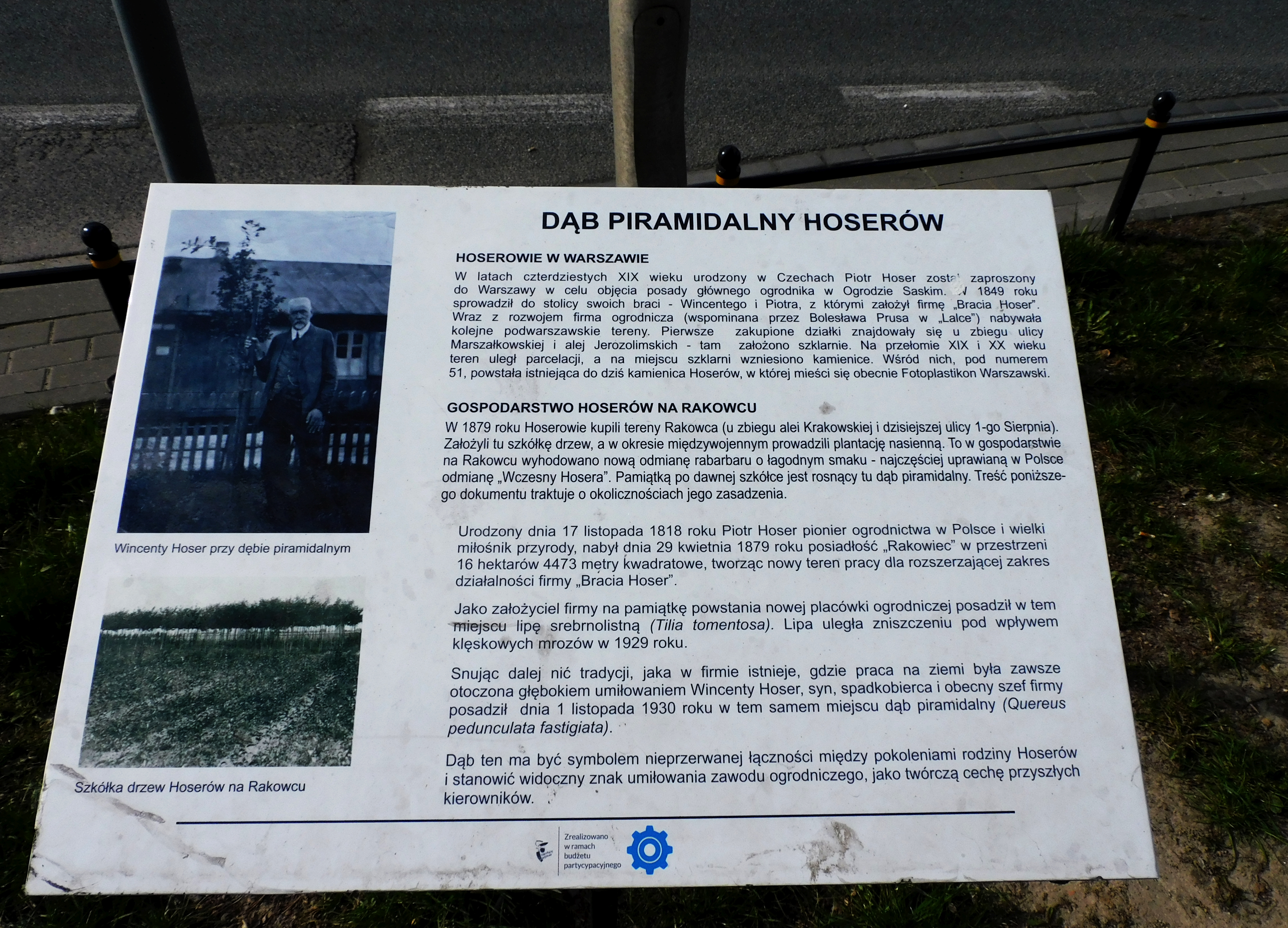
Tablica informacyjna na miejscu dawnej szkółki na Rakowcu

Hoserowie, Hosserowie – rodzina warszawskich hodowców roślin i ogrodników pochodzenia niemieckiego.

## Historia rodziny
Ród Hoserów wywodzi się z Augsburga, gdzie od XV wieku należał do patrycjatu miejskiego. Jedna z jego gałęzi wyemigrowała do Czech, a stamtąd w XIX wieku na ziemie polskie.
Protoplastą polskiej linii rodu Hoserów był, urodzony w 1818 roku w Svojku, Piotr Hoser I, który przeprowadził się z Królestwa Czech do Królestwa Polskiego. W latach 1846–1853 pełnił funkcję głównego ogrodnika Ogrodu Saskiego w Warszawie.
W 1848 założył w Warszawie, za pożyczone pieniądze, własną firmę ogrodniczą na gruntach przy ulicy Nowogrodzkiej naprzeciwko dworca kolei warszawsko-wiedeńskiej. Wkrótce sprowadził z Czech swoich dwóch braci Wincentego i Pawła i razem z nimi założył w Warszawie przedsiębiorstwo ogrodnicze pod nazwą Zakład Ogrodniczy Bracia Hoser położony w Alejach Jerozolimskich ograniczony ulicami Marszałkowską, Żurawią i Leopoldyny (obecnie Emilii Plater). W 1879 Bracia Hoser dokupili kolonię na Rakowcu (obecnie teren na rogu Al. Krakowskiej i ul. 1 sierpnia), gdzie Wincenty założył szkółki drzew. Firma ta funkcjonowała do II wojny światowej. Hoserowie znani byli przede wszystkim z hodowli drzew ozdobnych i owocowych oraz projektowania przydomowych ogrodów. Konkurowali na warszawskim rynku ogrodniczym z Ulrichami, Machlejdami i Smolarkami.
W drugiej połowie XIX wieku Bracia Hoserowie znacznie rozszerzyli swoją działalność gospodarczą, stając się jedną z największych firm ogrodniczych w Królestwie Polskim. Byli właścicielami licznych terenów w Śródmieściu Warszawy, które sprzedawali z zyskiem pod zabudowę na początku XX wieku. W ścisłym centrum Warszawy w alejach Jerozolimskich zachowała się kamienica Hoserów. Hoserowie rozwijali również szkółki drzew. Po 1879 roku założyli nowe ogrody na Rakowcu i na Woli.
W 1879 roku Piotr Hoser zakupił grunty rolne w podwarszawskich wsiach Żbikowie i Duchnicach. W 1896 roku z firmy wycofał się jej założyciel Piotr I, a jego dzieło kontynuowali synowie Piotr Ferdynand, Wincenty II i Henryk. Na początku XX wieku w Duchnicach syn protoplasty Piotr Hoser II założył filię firmy Braci Hoser, istniejącą do dziś pod nazwą Szkółki Żbikowskie.
Potomkiem rodu był pallotyn arcybiskup Henryk Hoser – biskup diecezjalny warszawsko-praski w latach 2008–2017.
Grobowiec katolickiej części rodziny Hoserów znajduje się na Starych Powązkach kwatera nr 182, natomiast grobowiec ewangelickiej części rodziny Hoserów – na Cmentarzu Ewangelicko-Reformowanym w Warszawie sektor I rząd 6 grób 1.

## Przedstawiciele rodu
- Piotr Hoser – ogrodnik, współzałożyciel firmy ogrodniczej Bracia Hoser.
- Wincenty Hoser – ogrodnik, współzałożyciel firmy ogrodniczej Bracia Hoser.
- Piotr Hoser – dendrolog, profesor Szkoły Głównej Gospodarstwa Wiejskiego.
- Paweł Hoser – warszawski ogrodnik, współzałożyciel firmy ogrodniczej Bracia Hoser.
- Paweł Hoser – warszawski architekt.
- Henryk Hoser – arcybiskup ad personam, biskup diecezjalny warszawsko-praski.